# Расселл Барлоу
Расселл Барлоу (англ. Russell Barlow; нар. 18 грудня 1962) — колишній австралійський тенісист.
Найвищу одиночну позицію світового рейтингу — 175 місце досяг 9 жовтня 1989, парну — 118 місце — 6 квітня 1987 року.
Найвищим досягненням на турнірах Великого шолома було 2 коло в парному розряді.

## Титули на челленджерах

### Одиночний розряд: (1)
| Ранг | Рік  | Турнір   | Покриття | Суперник   | Рахунок       |
| ---- | ---- | -------- | -------- | ---------- | ------------- |
| 1.   | 1989 | Сінгапур | Тверде   | Ніл Борвік | 7–6, 4–6, 6–3 |

### Парний розряд: (1)
| Ранг | Рік  | Турнір                           | Покриття | Партнер      | Суперники                    | Рахунок       |
| ---- | ---- | -------------------------------- | -------- | ------------ | ---------------------------- | ------------- |
| 1.   | 1989 | Кройдон (місто), Велика Британія | Килим    | Вілле Янссон | Майк Де Палмер Байрон Талбот | 2–6, 6–3, 7–5 |